# 51 (トランプゲーム)
51（ごじゅういち、フィフティーワンとも言う）は、複数人で遊ぶトランプゲームの一つ。
各プレイヤーは、手札を場のカードと交換することによって同一スート5枚のカードを集めていく。
名称は、このゲームの最高得点が51点であることに由来する。

## 遊び方

### 準備
- 各プレイヤーのプレイの順番を決めておく。
- 各プレイヤーに5枚ずつの手札を配り、残ったカードを裏返しにして場の中央に積んでおく（以下「山」とする）。
- 山から5枚のカードを取り、場に表向きに置く。

準備は以上である。

### ゲームの進め方

#### 1巡目
- 各プレイヤーは必ず手札のうち不要な1枚のカードを、場にある5枚のうち1枚のカードと交換する。パスは出来ない。

#### 2巡目以降
- 各プレイヤーは、プレイの順番が回ってきたら、次のいずれかの操作をする。
  - 手札のうち不要な1枚のカードを、場にある1枚のカードと交換する。
  - 手札の5枚のカード全てを、場にある5枚のカードと総入れ換えする。
  - 場の5枚のカードを流し（場から退ける）、山から新たな5枚のカードを表向きに置く（これは同一プレイヤーが連続して行うことはできない）。

- 交換したいカードがない場合には何回でもパスすることができる。ただし、場札を流してしまったときはパスすることができない。 [1]

- 山のカードが無くなったら、流したカードを再度切り直して山とする。

- プレイヤーは、手札が同一スートの5枚になり、勝てる自信があると判断した場合には「ストップ」を宣告する。「ストップ」以降は、各プレイヤーは1回しか手札と場のカードを交換できない。[2]

### 勝敗の決め方
- 各プレイヤーの得点を計算し、得点の高い方から順位を決定する。得点は手札の全てのカードについて次の点数を加算する。ただし、5枚の手札のうち1枚でも違うスートだった場合には0点となってしまう。
  - ジョーカー…好きなスートの11点または10点のカードとして任意に選択できる。
  - A…11点
  - 絵札（K, Q, J）…10点
  - 数札（2～10）…数字どおりの点数

- このゲームにおいて一番強い組み合わせは、同じスートの「A,10,J,Q,K」の5枚組で、この組み合わせを「51」という。この組み合わせが複数あった場合には、ジョーカーがないかどうかを見る。ジョーカーがない方が強い（ジョーカーを使っていない場合は省く）。

- 同点の場合は引き分けとする。[3]